# Jan Sedlák (biskup)
Jan Nepomuk Sedlák (9. dubna 1854 Tajanov u Klatov – 30. září 1930 Praha) byl český římskokatolický duchovní, světící biskup pražský, spisovatel, editor, překladatel a mecenáš.

## Život
V letech 1865–1872 absolvoval klasické gymnázium v Klatovech a roku 1872 nastoupil do arcibiskupského semináře v Praze. S papežským dispensem byl již 9. srpna 1876 vysvěcen na kněze. Po klatovské primici působil jako kaplan v Erpužicích u Stříbra, v Chodově a v Rokycanech. Po rakouské anexi Bosny a rozpoutání bosenské války proti Turkům byl Sedlák počátkem roku 1878 povolán jako vojenský kaplan do rakouské polní nemocnice, vystřídal tři místa, byl v Sisaku, v Banja Luce a v Travniku; v reportážích do časopisu Pokrok popisoval péči o 200 raněných. Vrátil se 11. prosince 1878 do kaplanky v Rokycanech a roku 1883 nastoupil službu jako farář ve Velkých Popovicích. Studium bohosloví uzavřel 14. února 1889 doktorátem z teologie na pražské univerzitě. Brzy poté si jej kardinál Schönborn vybral za sekretáře arcibiskupské konzistoře a soudu v Praze. 27. června 1891 byl jmenován kanovníkem svatovítským. Od roku 1901 doprovázel kardinála Lva Skrbenského při vizitacích v arcidiecézi. Pomocným pražským biskupem byl jmenován 7. července 1917. V této funkci působil až do smrti.
Od r. 1903 byl ordinariátním komisařem Kongregace Šedých sester. V roce 1904 pro tuto kongregaci sepsal i stanovy.

## Mecenáš
Přispíval pravidelně na opravy kostelů, např. v Kunicích, ve Velkých Popovicích, v Pyšelích, kláštera šedých sester, kláštera kapucínů v Praze na Hradčanech i jinde.

## Dílo
Publikoval v oblastech církevního práva, liturgie a církevních dějin. Věnoval se také překladatelství.

### Výběr z díla

#### Církevní právo
- Sňatek kněze apostaty. Časopis katolického duchovenstva, 41, 1900, s. 226–229.
- Mše sv. při oddavkách snoubenců mixtae religionis. Časopis katolického duchovenstva, 53, 1912, s. 435–436.

#### Liturgie
- Cesta k oltáři Páně. Obřady sedmera svěcení kněžských a konsekrace biskupské, z římského pontifikálu přeložil a výklad připojil Jan Nep. Sedlák. Praha 1922.
- Dějiny Dědictví sv. Václava. 1669 až 1900, Praha 1901.
- Řád mše svaté. Praha 1892.
- České modlitby a meditace z roku 1521. Praha 1909.

#### Překlady
- Protináboženské časové fráze ve světle pravém. Praha 1894.
- Ctihodného Tomáše Kempenského Čtvero knih o následování Krista. Praha 1900.